# Березенский, Александр Григорьевич
Алекса́ндр Григо́рьевич Березе́нский (род. 15 августа 1979 года, Караганда, Карагандинская область, КазССР, СССР) — казахстанский хоккеист.

## Биография
Воспитанник карагандинской хоккейной школы. С 1996 года начал играть в клубах российских младших лиг (первой и высшей) — нефтекамском  «Торосе», нижнекамском «Нефтехимике-2», лениногорском «Нефтянике» и кирово-чепецкой «Олимпии».
В 2001 году вернулся в Казахстан и в дальнейшем, за редким исключением, играл в составе клубов, представленных в национальном чемпионате — «Куате» (позже «Горняке») из города Рудный, алма-атинском «Енбеке», карандинских «Казахмысе» и «Сарыарке» (в составе которой в сезоне 2009/2010 стал чемпионом страны и принял участие в розыгрыше Континентального кубка 2009/2010), павлодарском «Иртыше», столичном «Барысе», «Арыстане» из Темиртау (в 2012 году в его составе перешёл в амплуа защитника).
В составе сборной Казахстана принял участие в матчах Кубка европейского хоккейного вызова в 2004 году.

## Достижения
- Чемпион Казахстана 2009/2010.